# Шеховцова, Татьяна Николаевна
Татьяна Николаевна Шеховцова (род. 7 августа 1947, г. Шарья, Костромской обл., СССР) — российский химик-аналитик, доктор химических наук, профессор,заведующая лабораторией кинетических методов анализа.

## Семья
Татьяна Николаевна родилась в г. Шарья Костромской области в 1947 г. Отец — военный историк, окончил Ленинградский государственный педагогический институт им. Герцена и военную академию имени М. В. Фрунзе, мать, окончив тот же институт, также получила педагогическое образование, во время войны преподавала в школе химию и биологию.
Муж — Шпигун Олег Алексеевич, доктор химических наук, профессор, член-корр. РАН; в семье двое сыновей.

## Учеба
Окончила с золотой медалью английскую спецшколу, где наряду с обычными предметами преподавалась английская и американская литература, а также история и география на английском языке.  В 1965 году  поступила на химический факультет МГУ имени М. В. Ломоносова. Со второго курса всерьез занялась научной работой под руководством доцента И. Ф. Долмановой в лаборатории кинетических методов анализа кафедры аналитической химии. Будучи студенткой, принимала участие в международных студенческих конференциях по аналитической химии. В 1975 году окончила химический факультет с отличием.
Татьяна Николаевна принимала активное участие в общественной жизни школы, факультета и университета: в школе была секретарем комсомольской организации, в студенческие годы была избрана в комитет комсомола факультета, университета, являлась секретарем комсомольской организации химического факультета, членом парткома факультета.

## Научная и преподавательская деятельность
После окончания факультета была оставлена на работу на кафедре аналитической химии младшим научным сотрудником, в последующие годы прошла путь от ассистента кафедры до профессора.
Со студенческих лет занималась научными исследованиями в области кинетических методов анализа, в 1974 году защитила кандидатскую диссертацию по аналитической химии на тему «Использование активаторов в кинетических методах определения хрома».
В 1996 году защитила докторскую диссертацию на тему «Ферментативные методы анализа: определение эффекторов гидролаз и оксидоредуктаз».
С начала 1980-х годов Т. Н. Шеховцова возглавила новое направление развития кинетических методов — использование в них реакций, катализируемых ферментами, то есть ферментативные методы анализа. С тех пор областью ее научных интересов стало создание научных основ и практическое применение ферментативных методов; выявление и изучение механизма действия эффекторов (ингибиторов и активаторов) ферментов различных классов; разработка способов иммобилизации ферментов; создание методов определения биологически активных веществ — эффекторов, субстратов, кофакторов ферментов; развитие тест-методов и тест-устройств на основе иммобилизованных ферментов для определения токсикантов в различных объектах. Ею выявлены неорганические и органические ингибиторы и активаторы ряда ферментов классов оксидоредуктаз и гидролаз (пероксидаз, алкогольдегидрогеназ, щелочных и кислых фосфатаз, пирофосфатаз и др.), выделенных из различных источников; изучен механизм их действия. Предложены физические и химические способы иммобилизации указанных ферментов на носителях различного типа (силикагелях, пенополиуретанах и др.). На основе нативных и иммобилизованных ферментов разработаны уникальные по чувствительности, селективности, простоте и экспрессности методики (в том числе визуальные тест-методики) определения ряда высокотоксичных веществ (ртути, свинца, кадмия, ртутьорганических соединений, фенолов и др.) в объектах окружающей среды, биологических жидкостях, пищевых продуктах    .
В мае 1999 г. получила звание профессора, стала заместителем заведующего кафедрой по учебно-методической работе.
С 2005 года Татьяна Николаевна является заведующей лабораторией кинетических методов анализа и возглавляет группу ферментативных методов анализа. В настоящее время под ее руководством сотрудники, аспиранты и студенты лаборатории занимаются проблемами создания и применения в практике химического анализа биокаталитических оптических (спектрофотометрических, флуоресцентных, рамановских) сенсорных систем на основе природных биополимеров — ферментов, белков, полисахаридов, для экспрессного, чувствительного и селективного определения широкого круга маркеров качества фармацевтических препаратов, косметических, пищевых и нефтепродуктов, маркеров различных заболеваний в биологических объектах в целях прогностики и диагностики социально значимых заболеваний.
Т. Н. Шеховцова — автор и соавтор более 250 печатных работ, участвует в многочисленных российских и международных научных конференциях, посвященных проблемам развития биохимических методов анализа, посвященных проблемам развития биохимических методов анализа и аналитической химии в целом. Входила в состав оргкомитетов некоторых из них.
Помимо научной работы Татьяна Николаевна активно занимается педагогической деятельностью: с 1975 года ведет занятия для студентов химического, биологического факультетов, с 2000 г. читает лекции по общему курсу аналитической химии для студентов химического факультета и факультета фундаментальной физико-химической инженерии; фундаментальной медицины; является автором и лектором спецкурса по кинетическим, биохимическим и биологическим методам анализа. Соавтор всех изданий учебника «Основы аналитической химии», написанных сотрудниками кафедры аналитической химии МГУ, соавтор многочисленных методических и практических руководств по аналитической химии.
Под ее руководством защищены 20 кандидатских диссертаций и более 40 дипломных работ. Она неоднократно выезжала для чтения лекций по кинетическим и биохимическим методам в университеты США, Японии, Германии.
Являлась членом ученого совета химического факультета МГУ.

## Награды и членство в научных обществах
С 1995 года входит в состав бюро Научного совета по аналитической химии РАН, председатель комиссии НСАХ по преподаванию аналитической химии, заместитель председателя комиссии НСАХ по биохимическим методам.
Лауреат премии имени М. В. Ломоносова за педагогическую деятельность 2002 г..
В 2009 г. Татьяне Николаевне присвоено почетное звание «Заслуженный профессор МГУ».